# Duplachionaspis divergens
Duplachionaspis divergens är en insektsart som först beskrevs av Green 1899.  Duplachionaspis divergens ingår i släktet Duplachionaspis och familjen pansarsköldlöss. Inga underarter finns listade i Catalogue of Life.